# あばれ天童
『あばれ天童』（あばれてんどう）は、横山光輝による日本の漫画作品。『週刊少年チャンピオン』（秋田書店）にて、1974年18号から1975年39号まで連載された。全74話。
2年前から漫画『三国志』の執筆を開始していた横山が、本宮ひろしの『男一匹ガキ大将』から流行しだした番長グループのケンカ抗争ものというジャンルにチャレンジした作品。横山は執筆にあたって「新人に戻ったつもりで書いた」と述べている。横山の少年向け学園もの長編は本作のみで、またケンカシーンの殺伐さを和らげるためか横山作品としては珍しくユーモアも多く、その意味でも横山作品のなかでは異色作となっている。

## 登場人物
山城天童（やましろ てんどう）
関東の若葉学園に転校してきた転校生。スポーツ万能。度胸抜群。ケンカは無敵。霞切りという剣の技をもっているが、ケンカでは得物（武器）を使うことを嫌う。基本的には争いは好まない優しい友達思いの性格で、多くの仲間に「兄貴」と呼ばれ慕われている（本作では、子分は子分と呼ばれるが、親分は親分と呼ばれず、兄貴で通されている）。実は大企業・山城グループ総帥の長男。
石倉
黒住工業高校の番長。かつては一匹狼だったが、以前の学校で、天童に感化されて以来、天童を兄貴分として慕うようになった。（本作では基本的に皆標準語で、東京、大阪といった場所のほか、学年、時系列もあまり厳格に固められてはいない）。
佐々頑鉄（ささ がんてつ）
巨漢、怪力で相撲部屋からスカウトされている。石倉と同じ以前の学校で、ヤクザに子分が拉致されたとき、恐ろしくて助けにいけなかったところ、天童が助けた。それ以来、天童に心酔。顔の傷はその一件のさい、ヤクザに切られたもの。
木崎佳男（きざきよしお）
通称『キザ男（おとこ）』。外見は、スカーフをたらしたおネエ言葉のヤサ男だが、ケンカ好きでまた強い。動きが俊敏。
ハヤテ
名阪地区を牛耳る最強暴走族『地獄の天使（ヘルズエンジェル）』のリーダー。
千葉、船橋
若葉学園のいたずらコンビであるが、転校早々女子高生にちょっかいを出していたところを天童に簡単にやられ、子分になった。
岸和田
石倉の一の子分で、番長連合により黒住工業高校の番長に指名されるが、番長連合の卑劣さに反発し、石倉についていくようになる。
栄徳（えいとく）
天童が住んでいる興安寺の和尚。天童を慕って集まってくる子分たちを「あくたれ」呼ばわりしながらも寝食を提供し、見守っている。興安寺は山城家の菩提寺。
柚木勝彦（ゆずき かつひこ）
番長連合をまとめる大番長。剣道の全国大会優勝者。自宅の豪邸が本部になっている。父親は地位ある人物。
鬼頭（きとう）
番長連合四天王の一人。ボクシングの腕はプロ並みで、天童の子分も勝てなかったほど。（四天王の他の3人は名前は出ず、また鬼頭ほどクローズアップもされてない）
犬神慎一（いぬがみ しんいち）
関西のヤクザ犬神組組長の一人息子。歌や絵が好きな子供であったため、父親に幾度か折檻をうけ、顔に傷を受けた。そのことで性格が歪み、2人の子分とともに背伸びをした暴力行為を働くようになった。
岩見（いわみ）
屋台組との抗争のために、音無し組から犬神組に客人として逗留している凄腕の刺客。頑鉄の子分を助けに来た天童のことを覚えており、天童に「ぼんぼん」犬神慎一と友達になってくれと頼む。
天童の父
山城グループ総帥。天童に今は自由にやらせているが、山城グループを継いでほしいと願っている。
山城喜春（やましろ よしはる）
天童の弟。天童の父の再婚相手の連れ子で血はつながっていないが、本当の兄弟以上に仲が良い。幼少期、天童と遊んでいたさい負傷し、それ以来車椅子を使用している。兄天童に家に戻ってきてもらいたいと思いながらも、天童を理解もしている。
柚木恵美子（ゆずき えみこ）
通称「バラの君」。花園学園のマドンナ。大番長柚木の実妹。千葉と船橋にからまれたとこを助けられて以来、天童にほれ、恋人にするつもりでいる。
岩佐綾子（いわさ あやこ）
通称「すみれの君」。若葉学園のマドンナ。天童が転校してきて以来、ほれており、天童や子分たちに手作りの料理を差し入れしている。
乾美保子（いぬい みほこ）
通称「ひまわりの君」。天童の大阪時代のガールフレンドで、お金持ちの令嬢。高飛車な性格で、天童と結婚するつもりでおり、若葉学園にまで転校してきた。

## あらすじ
東京の若葉学園の転校生山城天童は、抜群のケンカ強さと運動神経を示し、学園の人気者となるが、そんなとき、天童の子分となった千葉と船橋が、花園学園のマドンナ柚木恵美子にいたずらをしたとして、番長連合に所属する黒住工業高校の番長グループにリンチをうけるという事件がおこる。しかしそこへ天童が現れると、黒住工高の番長石倉は一転態度を変える。天童は石倉にとって兄貴と呼ぶ存在なのであった。しかし天童にへつらったとして石倉は、番長連合のリンチにあう。それを知った天童は、話し合いにおもむくも、悪態をとりつづける番長連合のために、結局ケンカとなり、番長連合のひとりをのしてしまう。おりしも石倉が天童との再会の喜びを昔の仲間に手紙で伝えていたがために、東京に集まってきていた巨漢の頑鉄、ケンカ好きのキザ男、暴走族のリーダーハヤテなど、天童を慕う仲間も、番長連合と小競り合いを始める。さらに彼らは、夏休みで自分たちが東京にいられるうちに番長連合とカタをつけてしまおうと、天童に内緒で夜昼問わず番長連合を挑発しだし、おのおのの子分たちを東京に呼び寄せる。そのことを警告がてら天童に教えたのは、かつて天童に助けられた柚木恵美子の兄で、彼こそが番長連合の大番長であった。天童はなんとか全面衝突を避けようとするが、もはや戦いは避けられないところまで来てしまっていた。石倉は天童を関係ないとした対決状を大番長柚木に送り、高取山にて番長連合2000人と、天童の子分たち300人のあいだで決戦が行われる。しかしやはり天童は来た。大将同士の一騎打ちに敗れた柚木は、番長連合を解散させ、天童と和解する。
しかし、番長連合の解散を聞いて、番長連合をまとめるのに力を貸していた犬神が東京にやってくる。犬神は大阪のヤクザ犬神組の組長の息子で、ヤクザ予備軍として番長連合に目をつけていた。犬神は番長連合解散の元凶となった天童の存在を知ると、石倉を襲って天童をおびき出すが、子分たちを逆に天童にのされてしまった上、柚木にも天童側につかれてしまう。怒った犬神は、ヤクザ同士の抗争に備えて逗留している本職の刺客岩見に天童を襲わせようとする。が、天童を知っていた岩見は、断ったうえに、天童に会って、背伸びする犬神の友達となってくれと頼む。結局ヤクザ同士の抗争で犬神の父も死に、岩見も犬神を守るかたちで死ぬ。死体の積み重なるなかを連行されながら犬神は自分の愚かさがやっとわかったと天童に謝罪する。天童はいつでも友達として迎えると返す。
犬神組とのことは一件落着するも、山城グループ総帥である天童の父が、天童の暮らす興安寺を訪れ、帰ってきて山城家を継いでほしいと訴える。しかし天童はあの家にいることは自分の性に合わないといって断る。そんなとき番長連合がなくなったことにより、東地区の番長たちが西地区を支配せんと動いていた。天童は夜な夜な彼らとケンカをする日々を送るようになり、ついには警察ざたとなって、山城家の屋敷に自宅謹慎処分となる。しかしそのあいだにも東地区の番長グループにより、石倉や千葉と船橋が襲われるという事態が起こり、ついに全面対決となる。家を抜け出してかけつけた天童は、自分が家庭事情から家に帰れぬ不良の印象を与えようとケンカをしつづけたために、こんな大事となったのだと謝罪し、それを聞いた皆は和解する。のち、天童の外国へ行きたいという希望が天童の父によって受け入れられ、天童は仲間に見送られて、日本を旅立っていく。